# Austria en los Juegos Olímpicos de París 1900
Austria estuvo representada en los Juegos Olímpicos de París 1900 por un total de 16 deportistas que compitieron en 4 deportes.  

## Medallistas
El equipo olímpico austríaco obtuvo las siguientes medallas:
| Nombre           | Deporte  | Competición                    |
| ---------------- | -------- | ------------------------------ |
| Oro              |          |                                |
| —                |          |                                |
| Plata            |          |                                |
| Karl Ruberl      | Natación | 200 m espalda M                |
| Otto Wahle       | Natación | 1000 m libre M                 |
| Otto Wahle       | Natación | 200 m con obstáculos M         |
| Bronce           |          |                                |
| Siegfried Flesch | Esgrima  | Sable individual M             |
| Milan Neralić    | Esgrima  | Sable individual profesional M |
| Karl Ruberl      | Natación | 200 m libre M                  |